# Borek Łopatowski
Borek Łopatowski – część Głębokiego na Białorusi, w obwodzie witebskim, w rejonie głębockim.
Dawniej samodzielna miejscowość.

## Historia
W czasach zaborów w powiecie dzisieńskim, w guberni wileńskiej Imperium Rosyjskiego.
W latach 1921–1945 folwark leżał w Polsce, w województwie wileńskim, w powiecie dziśnieńskim, w gminie Głębokie.
Według Powszechnego Spisu Ludności z 1921 roku zamieszkiwało tu 8 osób, 7 było wyznania rzymskokatolickiego, 1 prawosławnego. Jednocześnie 7 mieszkańców zadeklarowało polską przynależność narodową, 1 białoruską. Były tu 2 budynki mieszkalne. W 1931 w 4 domach zamieszkiwało 30 osób.
Wierni należeli do parafii rzymskokatolickiej i prawosławnej w Głębokiem. Miejscowość podlegała pod Sąd Grodzki w Głębokiem i Okręgowy w Wilnie; właściwy urząd pocztowy mieścił się w m. Głębokiem.
W wyniku napaści ZSRR na Polskę we wrześniu 1939 miejscowość znalazła się pod okupacją sowiecką. 2 listopada została włączona do Białoruskiej SRR. Od czerwca 1941 roku pod okupacją niemiecką. 

## Las Borek
Na terenie lasu w pobliżu folwarku Niemcy rozstrzelali więźniów więzienia w Berezweczu. Znajduje się w nim zagospodarowany cmentarz. Po lewej stronie wejścia od cmentarza znajduje się napis na kamiennej płycie w języku białoruskim – „Tu pochowano ciała ponad 27 tysięcy wojennych więźniów obozu śmierci Berezwecz i około 200 włoskich żołnierzy zamordowanych przez niemieckich-faszystowskich zaborców w 1941–1944 latach”. Przy głównej alei leży 27 kamieni – każdy symbolizuje tysiąc zamordowanych.
Na terenie lasu, obok pomnika ofiar likwidacji głębockiego getta, w 2002 r. staraniem Rady Ochrony Pamięci Walk i Męczeństwa wzniesiono pomnik upamiętniający zamordowanych tu Polaków.
Historycy szacują, że na terenie cmentarza spoczywa około 30 tys. osób, w tym także ofiary NKWD z lat 1939–1941 i po roku 1944.
W 1944 miejscowość została ponownie zajęta przez wojska sowieckie i włączona do obwodu mińskiego Białoruskiej SRR.